# Ali Al Habsi
Ali Abdullah Harib Al Habsi  (em árabe: علي بن عبد الله بن حارب الحبسي‎‎ ; Mascate, 30 de dezembro de 1981) é um ex-futebolista omanense. 

## Carreira
Passou por dois clubes de seu país natal, até chegar ao Lyn Oslo, da Noruega, onde logo se tornou titular.
Chamou a atenção do Bolton Wanderers, da Inglaterra, que o contratou, em 2006. Foi titular em algumas partidas durante uma lesão do titular Jussi Jääskeläinen.

### Wigan
Em 15 de julho de 2010, foi emprestado ao Wigan Athletic por uma temporada. Em seguida assinou um contrato definitivo com o clube.

## Seleção nacional
É considerado o melhor goleiro da história da seleção do Omã e o jogador do Omã com maior sucesso na Europa. Atualmente, é o goleiro titular da seleção nacional.
Ele representou a Seleção Omani de Futebol na Copa da Ásia de 2004, 2007 e 2015.
Atuou contra o Brasil, no amistoso que aconteceu entre as duas seleções em Mascate, em 17 de novembro de 2009. Apesar da vitória brasileira por 2 a 0, Al Habsi teve uma excelente atuação na partida, sendo um dos grandes nomes do jogo devido às suas boas defesas. Não teve culpa em nenhum dos dois gols brasileiros, o primeiro, marcado por Nilmar, aconteceu num rebote, após uma bela defesa do goleiro num chute de Luís Fabiano. Já o segundo foi um gol contra, marcado por um zagueiro.

## Títulos
Wigan
- Copa da Inglaterra: 2012-13

 Seleção Omanense
- Copa do Golfo: 2009